# Más allá del bosque
Más allá del bosque (Beyond the Forest) es una película que adapta una desconocida novela de Stuart Engstrand y que fue dirigida por King Vidor en 1949. Fue la última película que rodó Bette Davis para la Warner Bros.

## Argumento
Rosa Moline, la insatisfecha esposa de un bondadoso médico de pueblo, el doctor Lewis Moline, es una mujer ambiciosa y sin escrúpulos que no se detendrá ante nada con tal de lograr su propósito: acostarse con el rico industrial Neil Latimer y que la lleve a vivir con él a Chicago. Para conseguirlo Rosa hará todo lo posible, aunque para ello tenga que recurrir al engaño, la tracición y el crimen.

## Reparto
- Bette Davis - Rosa Moline
- Joseph Cotten - Doctor Louis Moline
- David Brian - Neil Latimer
- Ruth Roman - Carol Lawson
- Minor Watson - Moose Lawson
- Dona Drake - Jenny
- Regis Toomey - Sorren
- Sarah Selby - Mildred Sorren

## Oscars
La película fue candidata a uno de los premios Oscar.  
| Año  | Categoría                                            | Persona     | Resultado |
| ---- | ---------------------------------------------------- | ----------- | --------- |
| 1949 | Mejor banda sonora (en película dramática o comedia) | Max Steiner | Candidato |